# The Complete Concert 1964: My Funny Valentine + Four & More
The Complete Concert 1964: My Funny Valentine + Four & More – album składający się z dwóch cd wydanych w 1992 r., na których znajduje się cały koncert Milesa Davisa nagrany 12 lutego 1964 wydany pierwotnie na dwóch winylowych albumach Funny Valentine i Four & More w tym samym roku.

## Historia i charakter albumu
Koncert kwintetu Milesa Davisa odbył się w Lincoln Center's Philharmonic Hall (dziś nosi nazwę Avery Fisher Hall). Był on fragmentem całej serii benfisowych koncertów w filharmoniach sponsorowanych przez NAACP, The Congress of Racial  Equality i SNCC. Ten wieczór Davisa poświęcony był wspieraniu rejestracji wyborców w stanach Missisipi i Luizjanie. Davis wspomniał także w piśmie Melody Maker, że szczególnie ten koncert był poświęcony pamięci Johna F. Kennedy’ego, którego muzyk zawsze szanował i lubił.
Z koncertu tego powstały dwa albumy.
- Funny Valentine – zawierał on materiał utrzymany w wolnym, spokojnym rytmie, w większości balladowy.
- Four & More – zawierał utwory bardziej nerwowe i szybkie (czasem nawet wydaje się, że nieco zbyt szybkie).

Obie płyty zostały wydane w 1964.
Ponieważ panowało przekonanie, że ten koncert powinien się w końcu ukazać w całości, w 1992 r. obie płyty zostały wydane na dwóch krążkach kompaktowych przez Columbia/Legacy w znakomitej serii Columbia Jazz Masterpieces.
Wydaje się, że główną siłą napędową był 18-letni perkusista Tony Williams; jego energiczna, a równocześnie lekka gra (fantastyczne wykorzystanie talerzy perkusji) zmobilizowała muzyków, z których każdy pokazał się z jak najlepszej strony. Miles Davis w swojej autobiografii napisał, że „nigdy nie słyszał tak dobrze grającego George’a Colemana'.

## Muzycy
Kwintet
- Miles Davis – trąbka
- George Coleman – saksofon tenorowy
- Herbie Hancock – pianino
- Ron Carter – kontrabas
- Tony Williams – perkusja

## Lista utworów
My Funny Valentine (CD 1)
| 1. | Introduction by Mort Fega         | 1:40    |
|    |                                   |         |
| 2. | My Funny Valentine                | 14:55   |
|    |                                   |         |
| 3. | All of You                        | 14:40   |
|    |                                   |         |
| 4. | Go-Go (Theme and Re-Introduction) | 1:43    |
|    |                                   |         |
| 5. | Stella by Starlight               | 13:03   |
|    |                                   |         |
| 6. | All Blues                         | 8:51    |
|    |                                   |         |
| 7. | I Thought about You               | 11:14   |
|    |                                   |         |
|    |                                   | 1:06:06 |
|    |                                   |         |
Four & More (CD 2)
| 1. | So What                        | 9:11  |
|    |                                |       |
| 2. | Walkin'                        | 8:08  |
|    |                                |       |
| 3. | Joshua                         | 9:31  |
|    |                                |       |
| 4. | Go-Go (Theme and Announcement) | 1:43  |
|    |                                |       |
| 5. | Four                           | 6:28  |
|    |                                |       |
| 6. | Seven Steps to Heaven          | 7:46  |
|    |                                |       |
| 7. | There Is no Greater Love       | 10:03 |
|    |                                |       |
| 8. | Go-Go (Theme and Announcement) | 1:21  |
|    |                                |       |
|    |                                | 54:11 |
|    |                                |       |

## Opis płyty
- Producent  – Teo Macero
- Nagranie – Lincoln Center's Philharmonic Hall, Nowy Jork
- Data nagrania – 12 lutego 1964
- Producent wydania cyfrowego – Nedra Olds-Neal
- Cyfrowa restauracja nagrań i inżynieria dźwięku – Mark Wilder
- Studio – Sony Music Studios Nowy Jork
- Koorynator serii Jazz Masterpieces – Mike Berniker, Michael Brooks, Amy Herot, Gary Pacheco
- Dyrektor projektu – Gary Pacheco
- Długość –

Funny Valentine 64 min. 46 sek.
Four & More 53 min. 31 sek.
- Koordynator artystyczny – Paul M. Martin
- Firma nagraniowa – Columbia/Legacy
- Numer katalogowy – CD  C2K 4881